# Albert (circonscription fédérale)
Pour les articles homonymes, voir Albert.
Albert était une circonscription électorale fédérale du Nouveau-Brunswick, au Canada, dont le représentant a siégé à la Chambre des communes de 1867 à 1903.

## Histoire
Cette circonscription a été créée par l'Acte de l'Amérique du Nord britannique en 1867 et correspondait au Comté d'Albert. Elle faisait partie des 15 circonscriptions fédérales originelles et fut abolie en 1903 lorsqu'elle fusionna avec celle de King's pour former la circonscription de King's et Albert.

## Liste des députés successifs
|  | Législature | Date élection     | Député                 | Profession  | Parti                |
|  | ----------- | ----------------- | ---------------------- | ----------- | -------------------- |
|  | 1re         | 7 août 1867       | John Wallace           | Agriculteur | Libéral              |
|  | 2e          | 20 juillet 1872   | John Wallace           | Agriculteur | Libéral              |
|  | 3e          | 22 janvier 1874   | John Wallace           | Agriculteur | Libéral              |
|  | 4e          | 17 septembre 1878 | Alexander Rogers       | Marchand    | Libéral              |
|  | 5e          | 20 juin 1882      | John Wallace           | Agriculteur | Libéral              |
|  | ¹           | 10 juillet 1883   | John Wallace           | Agriculteur | Libéral-Conservateur |
|  | 6e          | 22 février 1887   | Richard Chapman Weldon | Avocat      | Conservateur         |
|  | 7e          | 5 mars 1891       | Richard Chapman Weldon | Avocat      | Conservateur         |
|  | 8e          | 23 juin 1896      | William James Lewis    | Médecin     | Indépendant          |
|  | 9e          | 7 novembre 1900   | William James Lewis    | Médecin     | Libéral              |

1 Élection partielle à la suite de la destitution de John Wallace